# Quercus handeliana
Quercus handeliana — вид рослин з родини букових (Fagaceae), поширений у Китаї. Згідно з МСОП вважається синонімом до Quercus acrodonta Seemen.

## Середовище проживання
Поширення: Китай (Юньнань).